# Aşağı Əylis
Aşağı Əylis (également transcrit en Ashaghy Aylis, Ashaga Aylis,Ashagy Aylis) ou Agulis (arménien : Ագուլիս)  est un village et une municipalité du raion d'Ordubad dans le Nakhitchevan, Azerbaijan.
En 2005, sa population est de 1007 habitants.

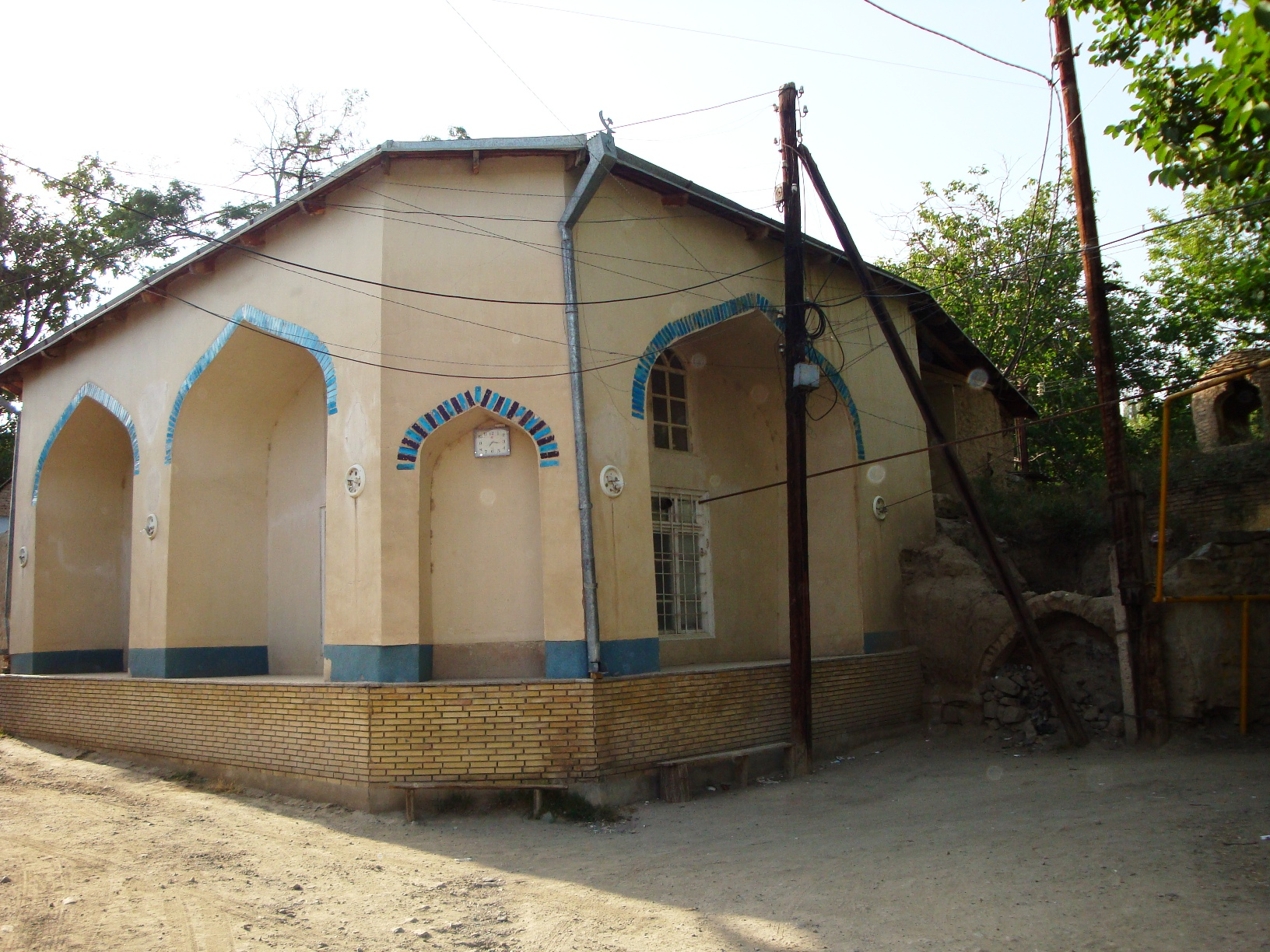
Mosquée du village

Ce village est le lieu de naissance de l'écrivain azerbaidjanais Akram Aylisli.